# N-236
La N-236 era una carretera nacional española que servía de acceso desde la Autopista del Nordeste a la localidad de Lérida.
Actualmente la N-236 está descatalogada ya que ha sido desdoblada y convertida en autovía renombrándose como LL-12.